# 耶凯
耶凯，是匈牙利索博尔奇-索特马尔-贝拉格州所辖的一个村。总面积6.32平方公里，总人口712，人口密度112.7人/平方公里（2011年1月1日）。